# Somersby
Somersby er en cider, der indeholder 4,5% alkohol. Somersby fremstilles af Carlsberg og findes både som æblecider, pærecider, tranebærcider og hyldeblomstcider. 

## Lancering
31. marts 2008 lancerede Carlsberg Somersby Apple, en alkoholisk cider og året efter vandt kampagnen Advertising Effecticeness Award. Somersby-reklamerne blev blandt andet kendt på deres frontfigur, den fiktive lord Somersby.
Han blev brugt til at fortælle Somersby-traditioner og historie. 

## Produkter
Æblecideren er en cider med 4.5% alkohol og 15% æblejuice, som blev lanceret i foråret 2008.
Pærecideren er en cider med 4.5% alkohol og 24 % pærejuice, som blev lanceret i foråret 2009.
Tranebærcideren blev lanceret i efteråret 2009 og hyldeblomstcideren i foråret 2010;
I september 2010 lancerede de en Somersby Dry Apple, 
i oktober 2011 kom en Somersby Lite Apple[kilde mangler], og i marts 2012 kom en Somersby Ginger Lemon. Senere er kommet smagsvarianter såsom citrus og brombær. I år 2016 kom blåbær og rabarber. Sideløbende er kommet Somersby Unlimited i varianterne grøn guava, granatæble og kaktus. 
I Sverige, og Denmark findes varianter med Sparkling Rosé, Sparkling White, fersken, double press æble, økologisk æble og alkoholfri æble.

## Uenighed om æbleindhold
Drikken kom i medierne 30. juni 2008, da flere netmedier skrev (herunder Børsen og Politiken) at Somersby ikke indeholder æbler, da drikken ikke indeholder phloridzin, som findes naturligt i æbler.